# La Chapelle-Thècle
La Chapelle-Thècle is een gemeente in het Franse departement Saône-et-Loire (regio Bourgogne-Franche-Comté) en telt 477 inwoners (1999). De plaats maakt deel uit van het arrondissement Louhans.

## Geografie
De oppervlakte van La Chapelle-Thècle bedraagt 16,3 km², de bevolkingsdichtheid is 29,3 inwoners per km².
De onderstaande kaart toont de ligging van La Chapelle-Thècle met de belangrijkste infrastructuur en aangrenzende gemeenten.

## Demografie
Onderstaande figuur toont het verloop van het inwonertal (bron: INSEE-tellingen).